# San José de Maipo
San José de Maipo is een gemeente in de Chileense provincie Cordillera in de regio Región Metropolitana. San José de Maipo telde 18.189 inwoners in 2017 en heeft een oppervlakte van 4.995 km².